# Arenaria aggregata
Arenaria aggregata är en nejlikväxtart. Arenaria aggregata ingår i släktet narvar, och familjen nejlikväxter.

## Underarter
Arten delas in i följande underarter:
- A. a. aggregata
- A. a. cantabrica
- A. a. cavanillesiana
- A. a. favargeri
- A. a. mauritanica
- A. a. oscensis
- A. a. pseudoarmeriastrum